# Мехмед-пашин мост у Нишу
Мехмед-пашин мост у Нишу као задужбина будимског беглербега и великог везира, изграђен 1619. године на реци Нишави, у Нишком кадилуку и значајном раскршћу трговачких путева. Мост је Краљевина Србија 1900. године заменила новим гвозденим, а као сећање на његово постојање остале су две плоче са натписима на турском, на којима је додато да је обновљен под владом књаза српског Милана М. Обреновића IV након освајања Ниша 28. децембра 1877. године.

## Положај и значај
Када се нишка чаршија проширила на леву обалу Нишаве, мост на овој реци нашао се у саставу нишке чаршије, која је почињала код Видин капије, а затим, пресецајући унутрашњу варош у тврђави избијајала на Цариградска врата и сâм мост, да би се наставила на Покривену чаршију на ллевој обали реке Нишаве.
Како је мост био главна и једина спона вароши која се простирала на две обале Нишаве, његовом значају посебно је доприносило и то што је представљао део јавног магистралног пута још из античког периода — Вија Милитарис којим су сви намерници који су долазе у град Ниш, са севера и истока и југа, или одлазили из њега у наведеним правцима морали да прођу.
Мост је коришћен за пешачки и товарни саобраћај. Поред тога, збогњеговог положај у трговачко-занатском средишту вароши, имао је посебну улогу у трговинском промету града. Овоме је нарочито погодовало то што се Ниш налазио на најважнијој европској саобраћајници Османског царства - Цариградском друму. Такође мост је био и у непосредној близинини важних јавних објеката, месџида, хамама, бекташијске текије, воденица, што указују на то...да је око њега увек било живо и прометно, као и да је мост представљао једну од централних тачака свакодневног живота нишке оријенталне вароши.

## Историја моста на Нишави у Османлијско доба
Османлије су Ниш први пут освојиле 1386. године, а коначно 1428. године када је, према наводима Бертрандона де ла Брокијера, који је кроз Ниш прошао неколико година касније, његова тврђава била је разрушена.
Ниш је Осаманлијском царсзву био седиште кадилука и значајно раскршће трговачких путева, а по броју становника, јавним грађевинама и слабо развијеној трговини варошица. У чаршији, на простору данашње Нишке тврђаве и око ње Османлије су основале прву муслиманску махалу, чиме је формирано урбано језгро новог насеља оријенталног типа. Део муслиманског џемата био је настањен у махали хаџи Балабана, која је била формирана у данашњој тврђави, око истоименог месџида. Године 1498. уписана је и махала Ћуприбаша, која је, како се из самог имена види, формирана на почетку моста.  У то време, ово је била једна од три нишке махале настале на десној обали Нишаве. Махала је заправо настала око једног од два градска месџида,  који је био саграђен пре 1498. године, а носила је име по мосту.
Поред главне градске џамије, и Нишке твржаве (која је постојала још од античких времена), мост је представљао најзначајнији државни објекат у граду Нишу. Крајем 11. века помиње се као грађевина од камена, а у 15. и 16. веку био је изграђен од дрвета. Не зна се када је последњи камени мост пропао и када је замењен дрвеним. Почетком 17. века мост је опет постао камени, што потврђују и  наводи Аустоугараких освајача из 1690. године, које је по уласку и Ниш, највише привукао Мехмед-пашин камени мост.  
Проблеми око одржавања моста
Постојање дрвеног моста на Нишави забележили су у својим забелешкама: 1432. године Бертрандон де ла Брокијер, и сви западни путописци који су касније, током 16. и 17. века, прошли кроз нишки крај помињу овај мост наводећи...да је дрвен, широк и да води преко дубоке и велике реке, која се често излива из свог корита, нарочито када се топи снег или пада киша, и плави град.
Османска власт, која је схватајући важност овог моста, деценијама се трудила да се ваљано стара о њему и редовно га одржавају, зато што је био дрвене конструкције и самиом тим подложан оштећењима, нарочито у зимском периоду и у време великих водостаја Нишаве. Јадна од први дорада но ово мосту обављена је 1491. године средствима из прихода царске кухиње. Због бројних и учесталих проблема око статике моста, власти су настојале да нађу трајно решење за његово одржавање,и ангажовали су бројне појединце на пословима оправке моста. И поред уложених труда на његовом одржаавању, крајем 16. века мост је био у таквом стању да га је било могуће прећи само уз велике потешкоће, што је захтевало хитну обимнију и сложенију санацију. То је констатовао 1611. године и Лефевр, који је прошавши кроз Ниш забележио да је мост који води преко Нишаве дугачак, али „рђав”, као и да град бива поплављен када река надође.

На основу неколико докумената из 1618. године, могуће је дати нешто детаљнију слику о тадашњем стању моста и предузетим активностима за његово довођење у стање, како би обзедио нормално функционисање града, које је озбиљно било угрожено: 
Ради се о неколико заповести које су упућене кадијима из Ниша и околине, а чији превод и факсимиле доносимо на крају рада. Судећи према подацима из наведених извора, може се закључити да је на одржавању моста редовно била ангажована не само нишка раја, већ и раја из читавог Крушевачког санџака. Порта је настојала да обезбеди одговарајуће стручњаке који би водили ове радове. Њима је био поверен задатак да сакупе и организују неимаре, тесаре и друге потребне занатлије и радну снагу, набаве сав потребан материјал попут дрвне грађе, олова и гвожђа.

## Изградња Мехмед-пашиног каменог моста
Како сви напшред описани напори око поправке мостаа нису били успешним, 1619. године богоугодним делом Мехмед-паше Ниш је добио нови камени мост на Нишави.
Не може се са сигурношћу тврдити ко је саградио овај мост и ко је оснивач овог вакуфа у 17. веку. Могуће је да се ради о Мехмед-паши Ђурђијанцу, који је био будимски беглербег и који је доживео дубоку старост, а више пута је био на функцијама кајмакама, у периоду од 1609. до 1622. године, и великог везира. Како је отприлике у истом периодуе, будимски беглербег био и  Мехмед-паша Софу, који је био кајмакам великог везира почетком 1618. године, а касније и велики везир, не искључује се и његова заслуга.
Евлија Челебија који је кроз Ниш прошао 1660. године са посебном пажњом описа је овај мост. Он наводи натпис на мосту, који је заправо хроностих и даје 1028. годину по хиџри (почиње 19. децембра 1618), а кога је саставио песник Хашими. Према његовим наводима, на средини моста била је направљена лођа за одмарање, а на крајевима по један хамам.
Ова задужбина је постојала до 19. века, када је по заповести Милана Обреновића, Мехмед-пашин мост у Нишу на старим стубовима проширен и обновљен. Остале су две плоче са натписима на турском, на којима је додато да је обновљен под владом књаза српског Милана М. Обреновића IV након освајања Ниша 28. децембра 1877.

## Записи о мосту на каменој плочи
Османски запис

Запис ове садржине, на турском  језику арапским писмом, оставиле су османлије на Стамбол капији Нишке тврђаве:
Мехмед-паша штедротом својим начини овај мост. Овим јаким мостом, ком нема равна, пролазе дању и ноћу богати и сиромаси.Нака Бог награди оснивача ове корисне задужбине. Ове стихове написа Хашим у спомен моста који начини Мехмед-паша 1028.
Српски запис

Након ослобођења Ниша од Османлија, Срби су на слободном делу панела испод османског записа уклесали овај запис на српском језику:
Подигао визир Мехмед-паше Будимски 1619. Обнављан под владом књаза српског Милана М. Обреновића IV по освајању Ниша 28. децембра 1877.